# Championnats du monde de 470

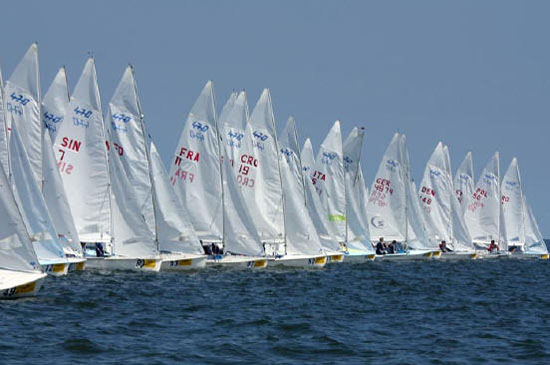
Départ d'une course de 470.

Les Championnats du monde de 470 ont lieu chaque année depuis 1970 et sont organisés par l'Association internationale de la classe 470 et reconnus par la Fédération mondiale de voile. Lorsque ces championnats intègrent les Championnats du monde de voile, la Fédération mondiale de voile organise également l'événement. Le 470 est une classe de voiliers utilisée comme équipement pour la compétition olympique de voile.

## Éditions
| Année | Ville organisatrice | Pays                 | Dates                  | Épreuves | Athlètes                                       | Nations                                        | Notes  |
| ----- | ------------------- | -------------------- | ---------------------- | -------- | ---------------------------------------------- | ---------------------------------------------- | ------ |
| 1970  | Lacanau             | France               | 12–19 juillet          | 1        | 102                                            | 14                                             | ,      |
| 1971  | Ostende             | Belgique             | 28 juillet– 5 août     | 1        | 118                                            | 13                                             | [ 3 ]  |
| 1972  | Montréal            | Canada               | 4–14 août              | 1        | 106                                            | 13                                             | [ 4 ]  |
| 1973  | Kiel                | Allemagne de l'Ouest | 8–17 août              | 1        | 156                                            | 19                                             | [ 5 ]  |
| 1974  | Naples              | Italie               | 3–11 août              | 1        | 158                                            | 29                                             | [ 6 ]  |
| 1975  | New York            | États-Unis           | 7–15 juillet           | 1        | 148                                            | 20                                             | [ 7 ]  |
| 1977  | Shizuoka            | Japon                | 16–26 septembre        | 1        | 90                                             | 16                                             | [ 8 ]  |
| 1978  | Marstrand           | Suède                | 28 juillet – 4 août    | 1        | 116                                            | 27                                             | [ 9 ]  |
| 1979  | Medemblik           | Pays-Bas             | 10–16 août             | 1        | 148                                            | 30                                             | [ 10 ] |
| 1980  | Porto Alegre        | Brésil               | 6–15 février           | 1        | 98                                             | 16                                             | [ 11 ] |
| 1981  | Quiberon            | France               | 29 août – 6 septembre  | 1        | 154                                            | 27                                             | [ 12 ] |
| 1982  | Cascais             | Portugal             | 3–12 juillet           | 1        | 170                                            | 24                                             | [ 13 ] |
| 1983  | Weymouth            | Royaume-Uni          | 2–10 juin              | 1        | 148                                            | 21                                             | [ 14 ] |
| 1984  | Auckland            | Nouvelle-Zélande     | 25 janvier – 3 février | 1        | 122                                            | 15                                             | [ 15 ] |
| 1985  | Carrare             | Italie               | 23 août – 8 septembre  | 2        |                                                |                                                | [ 16 ] |
| 1986  | Salou               | Espagne              | 21–29 septembre        | 2        |                                                |                                                |        |
| 1987  | Kiel                | Allemagne de l'Ouest | 20 juin – 5 juillet    | 2        |                                                |                                                |        |
| 1988  | Haïfa               | Israël               | 27 mars – 6 avril      | 2        |                                                |                                                |        |
| 1989  | Tsu                 | Japon                | 10–21 août             | 2        |                                                |                                                |        |
| 1990  | Medemblik           | Pays-Bas             | 16–26 août             | 2        |                                                |                                                |        |
| 1991  | Brisbane            | Australie            | 11–21 décembre         | 2        |                                                |                                                |        |
| 1992  | Cadix               | Espagne              | 24–29 avril            | 2        |                                                |                                                | [ 17 ] |
| 1993  | Crozon-Morgat       | France               | 18–24 juillet          | 2        |                                                |                                                | ,      |
| 1994  | Helsinki            | Finlande             | 16–25 août             | 2        |                                                |                                                |        |
| 1995  | Toronto             | Canada               | 10–20 août             | 2        |                                                |                                                | [ 20 ] |
| 1996  | Porto Alegre        | Brésil               | 8–17 février           | 2        |                                                |                                                | [ 21 ] |
| 1997  | Tel Aviv            | Israël               | 21–30 août             | 2        |                                                |                                                | ,      |
| 1998  | El Arenal (es)      | Espagne              | 31 août – 9 septembre  | 2        |                                                |                                                |        |
| 1999  | Melbourne           | Australie            | 7–17 janvier           | 2        |                                                |                                                | ,      |
| 2000  | Balatonfüred        | Hongrie              | 10–20 mai              | 2        |                                                |                                                | [ 26 ] |
| 2001  | Koper               | Slovénie             | 8–17 septembre         | 2        |                                                |                                                | [ 27 ] |
| 2002  | Cagliari            | Italie               | 2–11 septembre         | 2        |                                                |                                                | [ 28 ] |
| 2003  | Cadix               | Espagne              | 11–24 septembre        | 2        | partie des Championnats du monde de voile 2003 | partie des Championnats du monde de voile 2003 |        |
| 2004  | Zadar               | Croatie              | 7–16 mai               | 2        |                                                |                                                |        |
| 2005  | San Francisco       | États-Unis           | 19–28 août             | 2        |                                                |                                                | [ 29 ] |
| 2006  | Rizhao              | Chine                | 4–13 septembre         | 2        |                                                |                                                | [ 30 ] |
| 2007  | Cascais             | Portugal             | 28 juin – 13 juillet   | 2        | partie des Championnats du monde de voile 2007 | partie des Championnats du monde de voile 2007 |        |
| 2008  | Melbourne           | Australie            | 21–30 janvier          | 2        |                                                |                                                | [ 31 ] |
| 2009  | Rungsted            | Danemark             | 20–29 août             | 2        |                                                |                                                | ,      |
| 2010  | The Hague           | Pays-Bas             | 9–18 juillet           | 2        |                                                |                                                | [ 34 ] |
| 2011  | Perth               | Australie            | 3–18 décembre          | 2        | partie des Championnats du monde de voile 2011 | partie des Championnats du monde de voile 2011 |        |
| 2012  | Barcelone           | Espagne              | 10–19 mai              | 2        |                                                |                                                | [ 35 ] |
| 2013  | La Rochelle         | France               | 30 juillet – 10 août   | 2        |                                                |                                                | ,      |
| 2014  | Santander           | Espagne              | 12–21 septembre        | 2        | partie des Championnats du monde de voile 2014 | partie des Championnats du monde de voile 2014 |        |
| 2015  | Haïfa               | Israël               | 10–17 octobre          | 2        |                                                |                                                | [ 38 ] |
| 2016  | San Isidro          | Argentine            | 20–27 février          | 2        |                                                |                                                | [ 39 ] |
| 2017  | Thessaloniki        | Grèce                | 7–15 juillet           | 2        |                                                |                                                | [ 40 ] |
| 2018  | Aarhus              | Danemark             | 30 juillet – 12 août   | 2        | partie des Championnats du monde de voile 2018 | partie des Championnats du monde de voile 2018 |        |
| 2019  | Eno-shima           | Japon                | 4–9 août               | 2        |                                                |                                                | [ 41 ] |
| 2020  | Vilamoura           | Portugal             | 4–13 mars              | 2        |                                                |                                                | [ 42 ] |
| 2021  | Vilamoura           | Portugal             | 5–13 mars              | 2        |                                                |                                                | .      |

## Médaillés

### Open
| Édition           | Or                                           | Argent                                       | Bronze                                           |
| ----------------- | -------------------------------------------- | -------------------------------------------- | ------------------------------------------------ |
| 1970 Lacanau      | France Yves Carré Hervé Carré                | France Philippe Follenfant Hubert Follenfant | France Didier Poisson Denis Londeix              |
| 1971 Ostende      | Pays-Bas Tom van Essen Wouter van Essen      | France Philippe Follenfant Hubert Follenfant | France Bruno Demartial Bernard Demartial         |
| 1972 Montréal     | Pays-Bas Sjoerd Vollebregt Erik Vollebregt   | France Philippe Follenfant Hubert Follenfant | Pays-Bas Tom van Essen Wouter van Essen          |
| 1973 Kiel         | Danemark Henrik Söderlund Age Börresen       | États-Unis Peter Commette Michael Loeb       | Pays-Bas Joop van Werkhoven Robert van Werkhoven |
| 1974 Naples       | Espagne Antonio Gorostegui Manuel Albalat    | France Philippe Lecrit Dominique Duvallet    | Espagne Juan Santana Francisco Colom             |
| 1975 New York     | France Marc Laurent Roger Surmin             | France Philippe Follenfant Hubert Follenfant | France Jean-François Fountaine Claire Fountaine  |
| 1976              | pas de Championnats                          | pas de Championnats                          | pas de Championnats                              |
| 1977 Shizuoka     | États-Unis David Ullman Tom Linskey          | Japon Katsunori Komatsu Yasuyuki Hakomori    | Nouvelle-Zélande Mark Paterson David Mackay      |
| 1978 Marstrand    | États-Unis David Ullman Tom Linskey          | Canada Gerry Roufs Charles Robitaille        | FRG John Pudenz Ulrich Kittmann                  |
| 1979 Medemblik    | Japon Miyuki Kay Ryo Komiya                  | France Laurent Delage Hervé Wattine          | France Stéphane Richer Philippe Claude           |
| 1980 Porto Alegre | États-Unis David Ullman Tom Linskey          | France Laurent Delage Hervé Wattine          | France Stéphane Richer Philippe Claude           |
| 1981 Quiberon     | Nouvelle-Zélande David Barnes Hamish Willcox | États-Unis Steve Benjamin Chris Steinfeld    | Italie Tommaso Chieffi Enrico Chieffi            |
| 1982 Cascais      | GDR Jörn Borowski Eckbert Swensson           | France Daniel Peponnet Pascal Champaloux     | Nouvelle-Zélande David Barnes Hamish Willcox     |
| 1983 Weymouth     | Nouvelle-Zélande David Barnes Hamish Willcox | FRG Wolfgang Hunger Jochen Hunger            | Israël Shimshon Brokman Eitan Friedlander        |
| 1984 Auckland     | Nouvelle-Zélande David Barnes Hamish Willcox | Nouvelle-Zélande Chris Dickson Joe Allen     | Nouvelle-Zélande Peter Evans Sean Reeves         |

### Hommes et mixte
| Édition            | Or                                                | Argent                                             | Bronze                                             |
| ------------------ | ------------------------------------------------- | -------------------------------------------------- | -------------------------------------------------- |
| 1985 Carrare       | Italie Tommaso Chieffi Enrico Chieffi             | France Thierry Peponnet Luc Pillot                 | Allemagne de l'Est Jörn Borowski Mathias Gall      |
| 1986 Salou         | France Thierry Peponnet Luc Pillot                | Allemagne de l'Ouest Wolfgang Hunger Jochen Hunger | Allemagne de l'Ouest Ludger Hüttermann Nils Körte  |
| 1987 Kiel          | Allemagne de l'Est Bernd Hoeft Falko Bier         | Italie Pietro d'Ali Giuseppe Cojana                | Allemagne de l'Est Jürgen Brietzke Ekkehard Schulz |
| 1988 Haïfa         | Royaume-Uni Nigel Buckley Peter Newlands          | Italie Sandro Montefusco Paolo Montefusco          | États-Unis John Shadden Charlie Mckee              |
| 1989 Tsu           | Japon Tomoaki Tsutsumi Nobuhiro Tsutsumi          | Espagne Jordi Calafat Kiko Sánchez                 | Japon Kenji Nakamura Masayuki Takahashi            |
| 1990 Medemblik     | Allemagne de l'Ouest Wolfgang Hunger Rolf Schmidt | Espagne Jordi Calafat Kiko Sánchez                 | France Olivier Ponthieu Gilles Espinasse           |
| 1991 Brisbane      | Allemagne Wolfgang Hunger Rolf Schmidt            | Pays-Bas Lankhorst Taselaar Ben Kouwenhoven        | Royaume-Uni Paul Brotherton Andy Hemmings          |
| 1992 Rota          | Espagne Jordi Calafat Kiko Sánchez                | Italie Matteo Ivaldi Michele Ivaldi                | Finlande Perti Leskinen Mika Aarnikka              |
| 1993 Crozon-Morgat | Espagne Jordi Calafat Kiko Sánchez                | France Jean-François Berthet Gwenael Berthet       | Israël Shai Bachar Erez Shemesh                    |
| 1994 Helsinki      | Pays-Bas Ben Kouwenhoven Jan Kouwenhoven          | Japon Kenji Nakamura Masato Takaki                 | Suède Markus Westerlind Henrik Wallin              |
| 1995 Toronto       | Grèce Andreas Kosmatopoulos Costas Trigonis       | Italie Matteo Ivaldi Michelle Ivaldi               | Israël Ran Shental Nir Shental                     |
| 1996 Porto Alegre  | Pays-Bas Ben Kouwenhoven Jan Kouwenhoven          | Royaume-Uni John Merricks Ian Walker               | Japon Kenji Nakamura Masato Takaki                 |
| 1997 Tel Aviv      | Finlande Petri Leskinen Kristian Heinila          | Portugal Hugo Rocha Nuno Barreto                   | Suède Marcus Westerlind Henrik Wallin              |
| 1998 Majorque      | France Gildas Philippe Tanguy Cariou              | Slovénie Tomaz Copi Mitja Margon                   | Suède Johan Molund Mattias Rahm                    |
| 1999 Melbourne     | France Benoit Petit Jean-François Cuzon           | Suède Johan Molund Mattias Rahm                    | Pologne Tomasz Stanczyk Tomasz Jakubiak            |
| 2000 Lac Balaton   | Australie Tom King Mark Turnbull                  | France Gildas Philippe Tanguy Cariou               | Ukraine Yevhen Braslavets Ihor Matviyenko          |
| 2001 Koper         | Ukraine Yevhen Braslavets Ihor Matviyenko         | Royaume-Uni Nick Rogers Joe Glanfield              | Australie Nathan Wilmot Malcolm Page               |
| 2002 Cagliari      | Nouvelle-Zélande Simon Cooke Peter Nicholas       | Grèce Andreas Kosmatopoulos Konstantinos Trigonis  | Espagne Gustavo Martínez Tunte Cantero             |

### Hommes
| Édition            | Or                                     | Argent                                           | Bronze                                                               |
| ------------------ | -------------------------------------- | ------------------------------------------------ | -------------------------------------------------------------------- |
| 2003 Cadix         | Italie Gabrio Zandonà Andrea Trani     | Australie Nathan Wilmot Malcolm Page             | Espagne Gustavo Martínez Dimas Wood                                  |
| 2004 Zadar         | Australie Nathan Wilmot Malcolm Page   | Suède Johan Molund Martin Andersson              | Royaume-Uni Nick Rogers Jonathan Glanfield                           |
| 2005 San Francisco | Australie Nathan Wilmot Malcolm Page   | Royaume-Uni Nick Rogers Jonathan Glanfield       | France Gildas Philippe Nicolas Le Berre                              |
| 2006 Rizhao        | Royaume-Uni Nic Asher Elliot Willis    | Australie Nathan Wilmot Malcolm Page             | Israël Gideon Kliger Udi Gal                                         |
| 2007 Cascais       | Australie Nathan Wilmot Malcolm Page   | Pays-Bas Sven Coster Kalle Coster                | Israël Gideon Kliger Udi Gal                                         |
| 2008 Mordialloc    | Royaume-Uni Nic Asher Elliot Willis    | Portugal Álvaro Marinho Miguel Nunes             | Israël Gideon Kliger Udi Gal                                         |
| 2009 Copenhague    | Croatie Šime Fantela Igor Marenić      | Royaume-Uni Luke Patience Stuart Bithell         | Japon Ryunosuke Harada Yugo Yoshida                                  |
| 2010 La Haye       | Australie Mathew Belcher Malcolm Page  | France Nicolas Charbonnier Baptiste Meyer        | Croatie Šime Fantela Igor Marenić                                    |
| 2011 Perth         | Australie Mathew Belcher Malcolm Page  | Royaume-Uni Luke Patience Stuart Bithell         | Croatie Šime Fantela Igor Marenić                                    |
| 2012 Barcelone     | Australie Mathew Belcher Malcolm Page  | France Pierre Leboucher Vincent Garos            | Croatie Šime Fantela Igor Marenić                                    |
| 2013 La Rochelle   | Australie Mathew Belcher Will Ryan     | France Pierre Leboucher Nicolas Le Berre         | Grèce Panayiótis Mántis Pavlos Kagialis                              |
| 2014 Santander     | Australie Mathew Belcher Will Ryan     | Croatie Šime Fantela Igor Marenić                | Grèce Panayiótis Mántis Pavlos Kagialis                              |
| 2015 Haïfa         | Australie Mathew Belcher Will Ryan     | Croatie Šime Fantela Igor Marenić                | Russie Pavel Sozykin Denis Gribanov                                  |
| 2016 San Isidro    | Croatie Šime Fantela Igor Marenić      | Nouvelle-Zélande Paul Snow-Hansen Daniel Willcox | Australie Mathew Belcher Will Ryan France Sofian Bouvet Jérémie Mion |
| 2017 Thessalonique | Australie Mathew Belcher Will Ryan     | Suède Anton Dahlberg Fredrik Bergström           | Autriche David Bargher Lukas Mähr                                    |
| 2018 Aarhus        | France Kevin Peponnet Jérémie Mion     | Japon Tetsuya Isozaki Akira Takayanagi           | Espagne Jordi Xammar Nicolás Rodríguez                               |
| 2019 Enoshima      | Australie Mathew Belcher Will Ryan     | Espagne Jordi Xammar Nicolás Rodríguez           | Suède Anton Dahlberg Fredrik Bergström                               |
| 2021 Vilamoura     | Suède Anton Dahlberg Fredrik Bergström | Portugal Diogo Costa Pedro Costa                 | Espagne Jordi Xammar Nicolás Rodríguez                               |

### Femmes
| Édition            | Or                                                    | Argent                                               | Bronze                                       |
| ------------------ | ----------------------------------------------------- | ---------------------------------------------------- | -------------------------------------------- |
| 1985 Carrare       | Canada Karen Johnson Katrin Johnson                   | Pays-Bas Tonny Vooren Henneke Stavenuiter            | Italie Paola Porta Anna Barabino             |
| 1986               | non organisée                                         | non organisée                                        | non organisée                                |
| 1987 Kiel          | Allemagne de l'Ouest Susanne Meyer Katrin Adlkofer    | États-Unis Pease Herndon Cindy Goff                  | Allemagne de l'Est Susanne Theel Silke Preuá |
| 1988 Haïfa         | Suède Marit Söderström Birgitta Bengtsson             | États-Unis Lisa Niece Patricia Raymond               | États-Unis J. J. Isler Amy Wardell           |
| 1989 Tsu           | Allemagne de l'Ouest Susanne Meyer Katrin Adlkofer    | Nouvelle-Zélande Leslie Egnot Jan Shearer            | Royaume-Uni S. Rees Jones S. Hay             |
| 1990 Medemblik     | Allemagne de l'Ouest Tanja Stemmler Sabine Lenkmann   | Allemagne de l'Est Peggy Hardwiger Christiana Pinnow | Espagne Núria Bover Irene Martín             |
| 1991 Brisbane      | États-Unis J. J. Isler Pamela Healy                   | Union soviétique Larisa Moskalenko Olena Pakholchyk  | Allemagne Susanne Peters Wibke Bulle         |
| 1992 Rota          | Espagne Theresa Zabell Patricia Guerra                | Japon Yumiko Shige Alicia Kinoshita                  | Italie Maria Quarra Anna Barabino            |
| 1993 Crozon-Morgat | Allemagne Ines Bohn Sabine Rohatzsch                  | Espagne Theresa Zabell Patricia Guerra               | Italie Frederica Salva Emenuela Sossi        |
| 1994 Helsinki      | Allemagne Ines Bohn Sabine Rohatzsch                  | Allemagne Susanne Bauckholt Katrin Adlkofer          | Allemagne Peggy Hardwiger Christina Pinnow   |
| 1995 Toronto       | Espagne Theresa Zabell Begoña Vía-Dufresne            | Ukraine Ruslana Taran Olena Pakholchyk               | Japon Yumiko Shige Alicia Kinoshita          |
| 1996 Porto Alegre  | Espagne Theresa Zabell Begoña Vía-Dufresne            | Allemagne Susanne Bauckholt Katrin Adlkofer          | Allemagne Nicola Birkner Wibke Bülle         |
| 1997 Tel Aviv      | Ukraine Ruslana Taran Olena Pakholchyk                | Allemagne Nicola Birkner Wibke Bülle                 | Ukraine Vlada Krachun Natalia Gaponovitsch   |
| 1998 Majorque      | Ukraine Ruslana Taran Olena Pakholchyk                | Danemark Susanne Ward Michaela Ward                  | Allemagne Nicola Birkner Wibke Bülle         |
| 1999 Melbourne     | Ukraine Ruslana Taran Olena Pakholchyk                | Danemark Susanne Ward Michaela Ward                  | Italie Federica Salva Emanuela Sossi         |
| 2000 Lac Balaton   | Grèce Sofia Bekatorou Emilia Tsoulfa                  | Australie Jenny Armstrong Belinda Stowell            | Espagne Natalia Vía Dufresne Sandra Azón     |
| 2001 Koper         | Grèce Sofia Bekatorou Emilia Tsoulfa                  | Australie Jenny Armstrong Belinda Stowell            | Espagne Natalia Vía Dufresne Sandra Azón     |
| 2002 Cagliari      | Grèce Sofia Bekatorou Emilia Tsoulfa                  | Pays-Bas Lisa Westerhof Margriet Matthijsse          | France Ingrid Petitjean Nadège Douroux       |
| 2003 Cadix         | Grèce Sofia Bekatorou Emilia Tsoulfa                  | France Ingrid Petitjean Nadège Douroux               | Russie Wlada Iljenko Natalia Gaponovitsch    |
| 2004 Zadar         | Suède Therese Torgersson Vendela Zachrisson           | Slovénie Vesna Dekleva Klara Maučec                  | Israël Nike Kornecki Vered Buskila           |
| 2005 San Francisco | Pays-Bas Marcelien de Koning Lobke Berkhout           | Royaume-Uni Christina Bassadone Saskia Clark         | France Ingrid Petitjean Nadège Douroux       |
| 2006 Rizhao        | Pays-Bas Marcelien de Koning Lobke Berkhout           | Japon Ai Kondo Naoko Kamata                          | Suède Therese Torgersson Vendela Zachrisson  |
| 2007 Cascais       | Pays-Bas Marcelien de Koning Lobke Berkhout           | France Ingrid Petitjean Nadège Douroux               | Royaume-Uni Christina Bassadone Saskia Clark |
| 2008 Mordialloc    | États-Unis Erin Maxwell Isabelle Kinsolving           | Italie Giulia Conti Giovanna Micol                   | Australie Elise Rechichi Tessa Parkinson     |
| 2009 Copenhague    | Pays-Bas Lisa Westerhof Lobke Berkhout                | Espagne Tara Pacheco Berta Betanzos                  | France Ingrid Petitjean Nadège Douroux       |
| 2010 La Haye       | Pays-Bas Lisa Westerhof Lobke Berkhout                | Nouvelle-Zélande Jo Aleh Polly Powrie                | Italie Giulia Conti Giovanna Micol           |
| 2011 Perth         | Espagne Tara Pacheco Berta Betanzos                   | Royaume-Uni Hannah Mills Saskia Clark                | Nouvelle-Zélande Jo Aleh Polly Powrie        |
| 2012 Barcelone     | Royaume-Uni Hannah Mills Saskia Clark                 | France Camille Lecointre Mathilde Géron              | Pays-Bas Lisa Westerhof Lobke Berkhout       |
| 2013 La Rochelle   | Nouvelle-Zélande Jo Aleh Polly Powrie                 | Autriche Lara Vadlau Jolanta Ogar                    | Chine Xiaoli Wang Huang Xufeng               |
| 2014 Santander     | Autriche Lara Vadlau Jolanta Ogar                     | Nouvelle-Zélande Jo Aleh Polly Powrie                | Royaume-Uni Hannah Mills Saskia Clark        |
| 2015 Haïfa         | Autriche Lara Vadlau Jolanta Ogar                     | Royaume-Uni Hannah Mills Saskia Clark                | France Camille Lecointre Hélène Defrance     |
| 2016 San Isidro    | France Camille Lecointre Hélène Defrance              | Nouvelle-Zélande Jo Aleh Polly Powrie                | Autriche Lara Vadlau Jolanta Ogar            |
| 2017 Thessalonique | Pologne Agnieszka Skrzypulec Irmina Mróz-Gliszczyńska | Royaume-Uni Hannah Mills Eilidh McIntyre             | Slovénie Tina Mrak Veronika Macarol          |
| 2018 Aarhus        | Japon Ai Yoshida Miho Yoshioka                        | Espagne Silvia Mas Patricia Cantero                  | Royaume-Uni Hannah Mills Eilidh McIntyre     |
| 2019 Enoshima      | Royaume-Uni Hannah Mills Eilidh McIntyre              | Japon Ai Yoshida Miho Yoshioka                       | France Camille Lecointre Aloïse Retornaz     |
| 2021 Vilamoura     | Espagne Silvia Mas Patricia Cantero                   | Pays-Bas Afrodite Zegers Lobke Berkhout              | Italie Elena Berta Bianca Caruso             |

### Mixte
| Édition        | Or                          | Argent                    | Bronze                                     |
| -------------- | --------------------------- | ------------------------- | ------------------------------------------ |
| 2021 Vilamoura | Israël Gil Cohen Noam Homri | Israël Tal Sade Noa Lasri | Grande-Bretagne Amy Seabright James Taylor |